# Irački Kurdistan
Irački Kurdistan (kurd. هه‌رێمی کوردستان; Herêmî Kurdistan, arapski  كردستان العراق   Iqlĩm Kurdistãn) je autonomna regija u Iraku. Graniči s Iranom na istoku, Turskom na sjeveru, Sirijom na zapadu, te ostatkom Iraka na jugu. Glavni grad regije je Arbil (Hevlêr) odakle službeno upravlja kurdistanska regionalna vlada.
Prema podacima Regionalne Vlade Kurdistana (2024.), Irački Kurdistan ima 5,2 milijuna stanovnika, uz prirodni prirast od 2,55 posto godišnje. Kurdistan zauzima 40.000 četvornih kilometara (od čega 13,2 posto predstavlja obradive površine) i nema izlaz na more, ali ima 722 km međunarodne granice sa Sirijom, Turskom i Iranom. Eksploatacija nafte i plina predstavlja oslonac gospodarstva.
Na području Kurdistana, koji je - izuzev manjih dijelova koji su potpali pod vlast Irana i Ruskog Carstva - bio još od doba Srednjeg Vijeka pod vlašću Seldžučkih Turaka i potom Osmanskog Carstva, južni dio su pri kraju I. svjetskog rata okupirale snage Antante; nakon što je u ratu Osmansko Carstvo ratovalo na strani Centralnih sila. To područje pod britansko vojnom okupacijom uključeno je u tzv. Mandatnu Mezopotamiju. Obzirom da je Arapa u području dotadašnjeg Mosulskog vilajeta bilo malo, Turska je tražila da joj pripadne taj teritorij: govorilo se stoga tada o tzv. "mosulskom pitanju". Važan aspekt u sporu baš oko najjužnijeg dijela nastanjenoga Kurdima predstavljala je okolnost da su ondje već bile potvrđene značajne rezerve nafte i već je postojala njena eksploatacija. Na Istanbulskoj konferenciji u svibnju 1924. god. je novovoosnovana Republika Turska - koja u tom času još nije imala međunarodno priznate granice - pristala da Mosulski vilajet (koji se protezao nešto više prema jugu od današanjeg Iračkog Kurdistana) pripadne Iraku, kao u većinski arapskoj državi osnovanoj 1921. god. pod britanskim protektoratom.
Uspostava Iračkog Kurdistana datira se u ožujak 1970. godine kada je nakon oružanih borbi sklopljen sporazum između Bagdada i kurdske opozicije. Tijekom 1980-ih godina Iransko-irački rat i Operacija al-Anfal opustošili su regiju, a iseljavanje stanovništva prema Iranu i Turskoj nastavilo se i 1991. godine kada je izbio opći ustanak protiv iračkog diktatora Sadama Huseina. Uspostava zabrane letenja iznad ovih područja ublažila je iračku represiju odnosno omogućila povrat izbjeglog stanovništva. Iračka vojska napustila je Kurdistan u listopadu navedene godine čime je regija postala de facto nezavisna, no kurdske se političke frakcije nisu uspjele usuglasiti o uspostavi vlasti pa izbija građanski rat između KDP-a i PUK-a. Situacija se stabilizirala 2005. godine kada je usvojen novi irački ustav prema kojem Irački Kurdistan ostaje sastavnim dijelom Iraka, ali sa statusom autonomije.
Irački Kurdistan danas je parlamentarna demokracija s regionalnim vijećem od 111 članova. Trenutačni predsjednik je Masud Barzani koji je stupio na funkciju 2005. godine, a iznova je izabran četiri godine kasnije. Autonomna regija sastoji se od tri iračke pokrajine: Arbila, Sulejmanije i Duhoka. Zajedno se prostiru na 40.643 km² i prema procjenama iz 2010. godine broje 4,690.939 stanovnika od čega su velika većina Kurdi. Također, u regiji žive i na desetke tisuća Arapa, Asiraca, Kaldejaca, Armenaca, Šabaka, Mandejaca i drugih etničkih skupina. Službeni jezici Iračkog Kurdistana su kurdski i arapski jezik.
Četiri su guvernerata Iračkog Kurdistana: Dohučki, Arbilski, Sulejmanijski i 2014. iz Sulejmanijskog izdvojeni Halabjanski guvernerat.

## Poveznice
- Kurdi
- Irak

## Vanjske poveznice
- (engl.)(kurd.)(arap.) Kurdistansko regionalno predsjedništvo
- (engl.)(kurd.)(arap.) Kurdistanska regionalna vlada  Arhivirana inačica izvorne stranice od 6. svibnja 2016. (Wayback Machine)

Ostali projekti
|  | Zajednički poslužitelj ima još gradiva o temi Irački Kurdistan |